# Campeonato Sudamericano de Voleibol Femenino de 1987
La XVII edición del Campeonato Sudamericano de Voleibol Femenino fue realizado en 1987 en la ciudad de Montevideo, capital de Uruguay.

## Campeón
| Perú            |
| Campeón         |
| PERÚ 10º título |

## Clasificación final
| Pos | Equipo    |
| --- | --------- |
| 1   | Perú      |
| 2   | Brasil    |
| 3   | Venezuela |
| 4   | Argentina |
| 5   | Paraguay  |
| 6   | Uruguay   |
| 7   | Chile     |

| Predecesor: Venezuela 1985 | Campeonato Sudamericano de Voleibol Femenino XVII edición | Sucesor: Brasil 1989 |

- Datos: Q2659693